# Kralji
Kralji este o localitate din comuna Kočevje, Slovenia, cu o populație de 12 locuitori.